# Reaction Engines A2
Reaction Engines A2 ist eine Studie für ein flüssigwasserstoffgetriebenes Verkehrsflugzeug mit Spitzengeschwindigkeit Mach 6 (ca. 6400 km/h) (Hyperschallgeschwindigkeit) und Spitzenreichweite einer halben Erdumrundung. Der Entwurf wurde vom Long-Term Advanced Propulsion Concepts and Technologies-Programm der ESA unterstützt. Der Zeithorizont für die Verwirklichung wird mit 25 Jahren angegeben.

## Daten
| Kenngröße            | Daten                                               |
| -------------------- | --------------------------------------------------- |
| Sitzplätze           | 300                                                 |
| Reisegeschwindigkeit | Mach 5,0                                            |
| Länge                | 139 m                                               |
| Antrieb              | Kombination aus Strahlturbine und Ramjet (SCIMITAR) |
| Treibstoff           | Wasserstoff                                         |
| Entwurf              | Reaction Engines Ltd                                |